# حوزه انتخابیه نهم پنسیلوانیا
حوزه انتخابیه نهم پنسیلوانیا یک حوزه انتخابیه مجلس نمایندگان آمریکا است که در ایالت پنسیلوانیا قرار دارد.